# Mykolaiv, tỉnh Lviv
Mykolaiv là một thành phố thuộc tỉnh Lviv, Ukraina.
Horodok (tiếng Ukraina: Городок) là một thành phố của Ukraina. Thành phố này thuộc tỉnh Lviv. Thành phố này có diện tích ? km2, dân số theo điều tra dân số năm 2022 là 14498 người.